# Arauco (provincie)
Arauco is een provincie van Chili in de regio Biobío. De provincie telde 166.087 inwoners in 2017 en heeft een oppervlakte van 5463 km². Hoofdstad is Lebu.

## Gemeenten
Arauco is verdeeld in zeven gemeenten:
- Arauco
- Cañete
- Contulmo
- Curanilahue
- Lebu
- Los Álamos
- Tirúa